# Edvard Vainio
Edvard August Vainio (även Wainio, ursprungligen Lang), född 5 augusti 1853 i Pieksämäki, död 14 maj 1929 i Åbo, var en finländsk botaniker.
Vainio blev student 1870, filosofie kandidat 1877 och filosofie licentiat 1878 samt var docent i botanik vid Helsingfors universitet 1880–1906. Efter att ha verkat som skollärare på olika håll och varit uppförd på förslag till professuren i botanik vid nämnda universitet 1891 innehade han 1891–1918 olika befattningar inom censurinstitutionen ända till 1918, då censurinstitutionen slopades. 
Vainio var redan i unga år intresserad av botanik och bereste olika delar av Finland samt undersökte flera somrar gränstrakterna mellan norra Finland och Ryssland. År 1880 deltog han i en expedition till västra Sibirien, 1885 gjorde han exkursioner i Brasilien. Han specialiserade sig som lichenolog. 
Av Vainios vetenskapliga skrifter framstår som omfattande och betydande Monographia Cladoniarum (1887–97) och Étude sur la classification naturelle et la morphologie des lichens du Brésil (professorsspecimen 1890); ett tidigare gjort försök att inom lavsystematiken tillämpa vissa av utvecklingslärans idéer vidareutvecklade han ej. 
Vainios skrifter har en helt övervägande deskriptiv karaktär. De gjorde emellertid honom till en av den systematiska lichenologins mest värderade och anlitade utövare. Många vetenskapliga institutioner och samlare inom och utom Europa anförtrodde honom bearbetningen av lavkollektioner från hela världen, för vilka han i utländska tidskrifter och i lärda sällskaps skrifter redogjorde.